# Michaelertrakt
Michaelertrakt es la fachada norte del Palacio Imperial de Hofburg. La Michaelerplatz frente a ella se considera una de las plazas más bellas de Viena.

## Historia

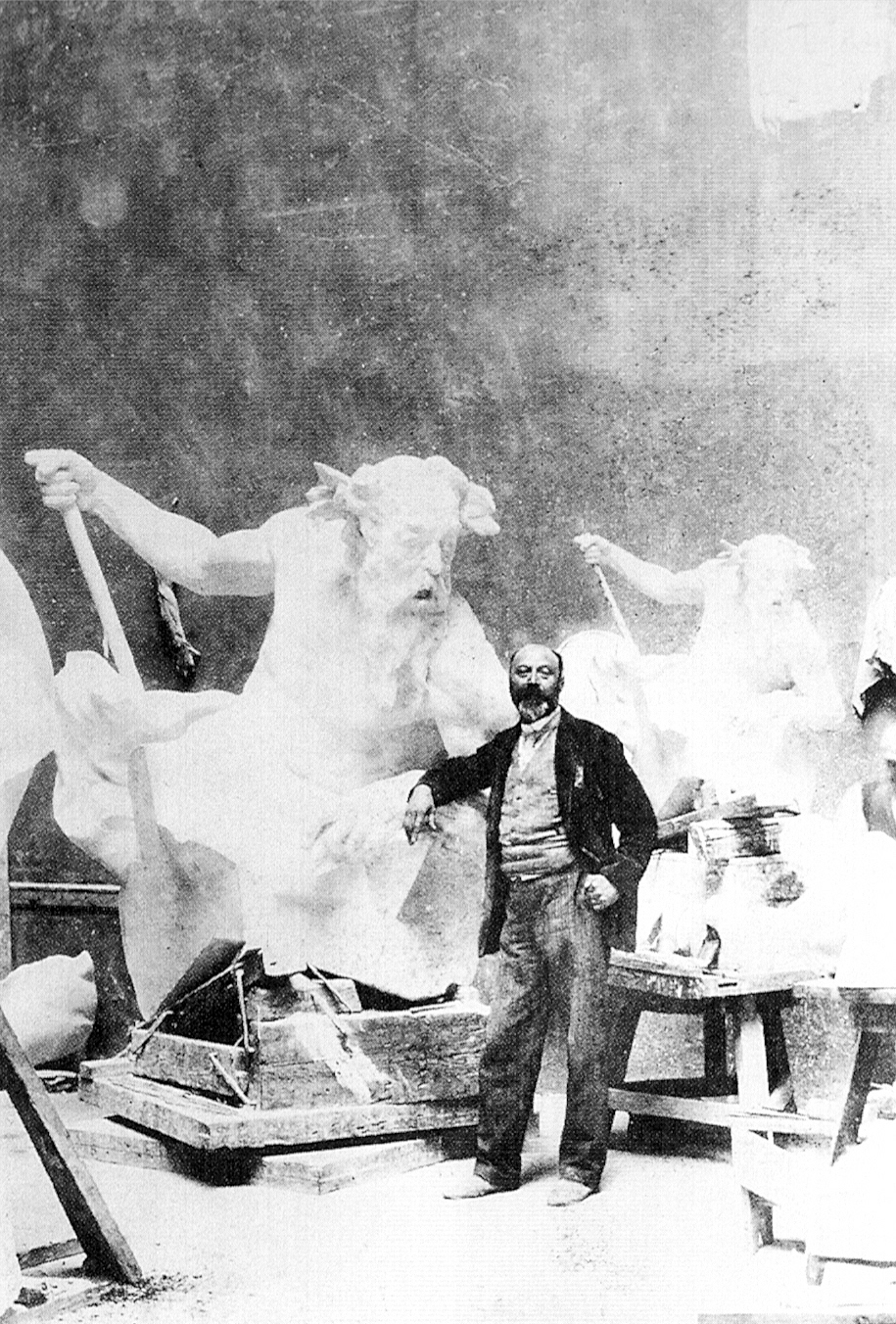
Rudolf Weyr frente a su fuente monumental " The Power at Sea " para el Michaelertrakt del Hofburg en 1894

Existen tres proyectos, uno de Johann Lucas von Hildebrandt de 1725, otro de Joseph Emanuel Fischer von Erlach, de fines de 1725 y en contraposición con el de Hildebrandt. El tercer proyecto data de 1726, pero no se implementó hasta 1890 (con ligeras modificaciones).
Sin embargo, todavía existe otro proyecto, que difiere significativamente de estos dos, pero corresponde al Palacio Dietrichstein, así como los planos de Klosterneuburg (1730) asegurados con la firma de Joseph Emanuel. No puede contarse entre las obras de su padre,  Johann Bernhard Fischer von Erlach, ni en cuanto a tiempo ni en cuanto a arquitectura, y Hildebrandt también está descartado por razones similares. Se trata de un diseño puramente ideal, una muestra imponente de la obra del joven Fischer, con la que quería llamar la atención y que, por tanto, no tiene en cuenta las condiciones del lugar: dos alas en torno a una plaza profundamente penetrante, que se cierra por la parte trasera con un magnífico cuerpo de logia. Este diseño debe fecharse hacia 1722.
Con el segundo proyecto,, las dimensiones se reducen ya considerablemente; las alas y el ala semicircular se funden en torno a un cuadrado semicircular, o bien se distinguen cinco estructuras, tan claramente acentuados los flancos desde el semicírculo hasta las alas. Se construyó hacia finales de 1725.
En el tercer proyecto, que finalmente se llevó a cabo, una idea básica recorre la fachada: armoniosa y con movimiento, pero no trocezo, la línea del edificio sigue la plaza, y ninguna parte de la fachada parece devaluada por ello. Los planes originales ya no existen, estos debieron ser elaborados en 1726, como se desprende de los detalles de la Cancillería del Reich, que estaba en construcción en aquella época y que aparece en el plano. Sin embargo, este diseño sólo fue realizado en forma ligeramente modificada por Ferdinand Kirschner entre 1889 y 1893 en el curso de la construcción de la Ringstrasse.

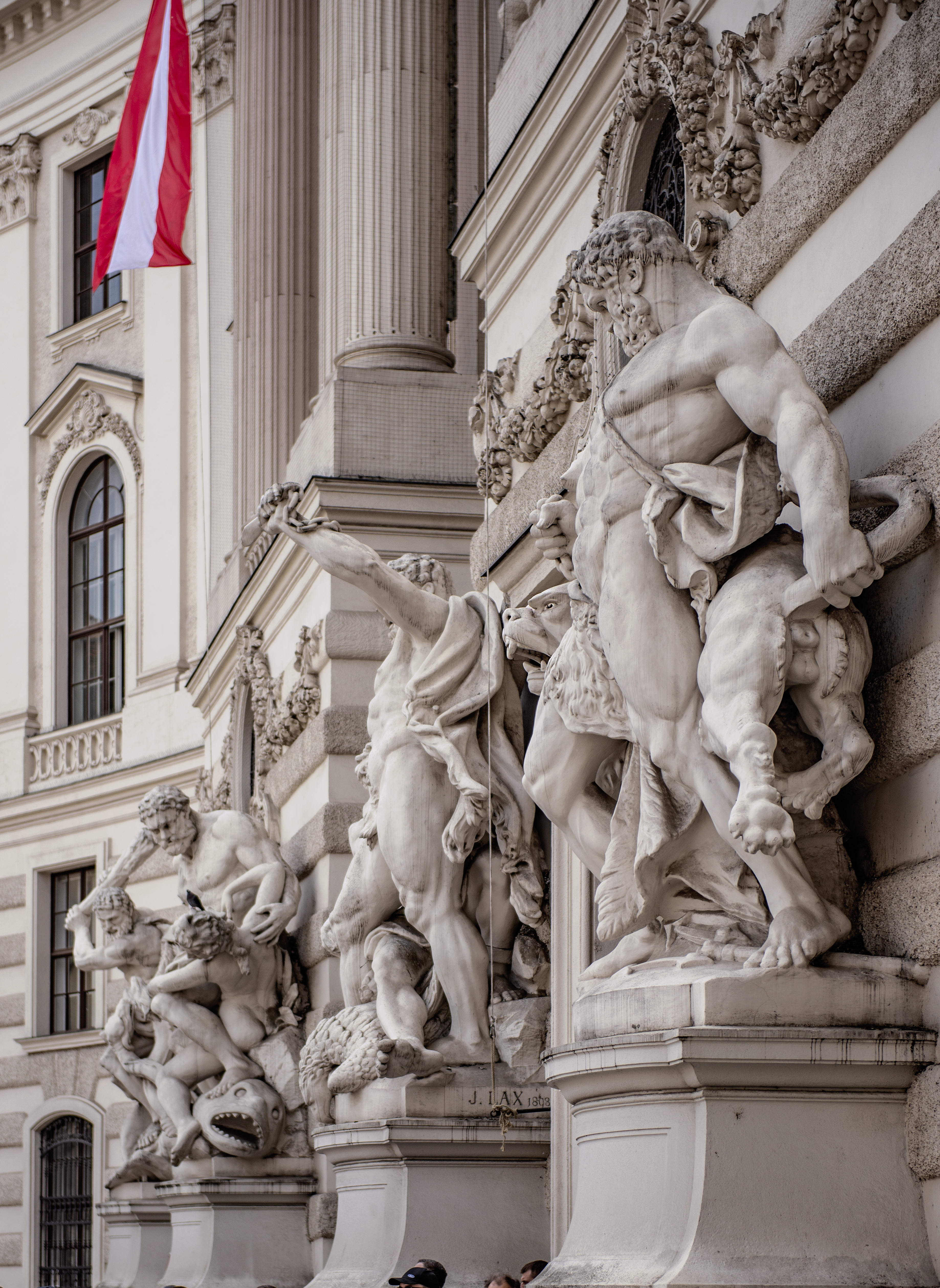
Grupos de Herakles en el lado Michaelertrakt del Hofburg

Tuvieron que excavar cimientos a  a una profundidad de 16 metros. Las antiguas casas, así como el antiguo Teatro Hofburg -que tuvo que ser demolido-, se levantaban sobre un antiguo suelo cultural y tenían hasta tres niveles de sótanos. 
En mayo de 1943, el entonces "Instituto Central de Estudios Teatrales" de la Universidad de Viena, bajo la dirección del erudito teatral nacionalsocialista Heinz Kindermann, se trasladó a los antiguos locales de la policía en la Michaelertrakt, donde todavía se encuentra hoy (hoy se llama "Instituto de Estudios Teatrales, Cinematográficos y de Medios de Comunicación").

## Descripción
Mientras que las figuras son principalmente de piedra de Zogelsdorf, la piedra de construcción es de la cantera de Kaiserstein, esta se utilizó para todo el zócalo (hecho de losas de 20 cm de grosor) y las losas del balcón del paso imperial a la Michaelerplatz. Ninguna otra cantera podría producir piezas tan grandes. Las columnas del nuevo Feststiege y los peldaños del Schatzkammerstiege (Escalera de Gottfried von Einem) también son pieas Kaiserstein, blancas y duras.
Los cuatro grupos de Hércules, cada uno tallado en un bloque de 25 toneladas, proceden del Johannesbruch en Zogelsdorf, cerca de Eggenburg, en la Baja Austria . Las figuras de las dos fuentes " El poder de Austria en el mar " y " El poder de Austria en la tierra " están hechas de mármol de Lasa (Tirol del Sur), las rocas del conglomerado de Lindabrunn . Los cuencos de la fuente son de granito rojo de Uddevalla en Suecia .
En la rotonda de debajo de la cúpula hay figuras simbólicas que, protegidas bajo un techo, consisten principalmente en piedrasilicocalcáreos menos resistentes de Loreto .

El diseño de Fischer von Erlach para el Michaelertrakt se implementó en Berlín entre 1775 y 1780 en una versión ligeramente modificada., por deseo expreso de Federico el Grande, Allí el arquitecto Georg Christian Unger tuvo que utilizarlo como base para sus planes para la Biblioteca Real al ampliar el Foro Fridericianum .